# Banca Monte dei Paschi di Siena
Die Banca Monte dei Paschi di Siena (MPS) ist ein italienisches Kreditinstitut mit Sitz in Siena. Sie gilt als die älteste noch existierende Bank der Welt. Die MPS-Aktie wird an der Borsa Italiana im Leitindex FTSE MIB gehandelt. Die Zentrale befindet sich im Palazzo Salimbeni im Zentrum von Siena in der zentralen Toskana. Die Banca Monte dei Paschi ist mit ihren rund 17.000 Mitarbeitern in ganz Italien und in einigen anderen Ländern aktiv. Das Bankhaus besitzt bedeutende Kunstsammlungen des 14. bis 19. Jahrhunderts.

## Geschichte

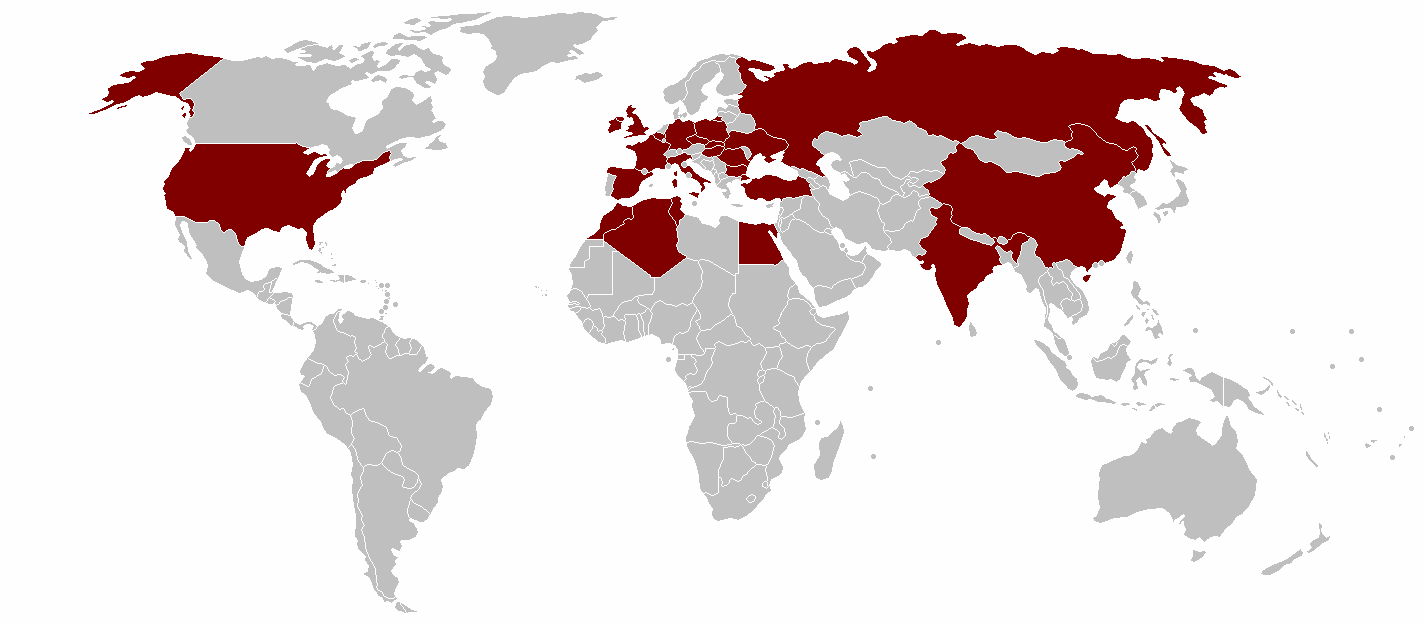
Staaten, in denen die MPS-Gruppe Zweigstellen eröffnete

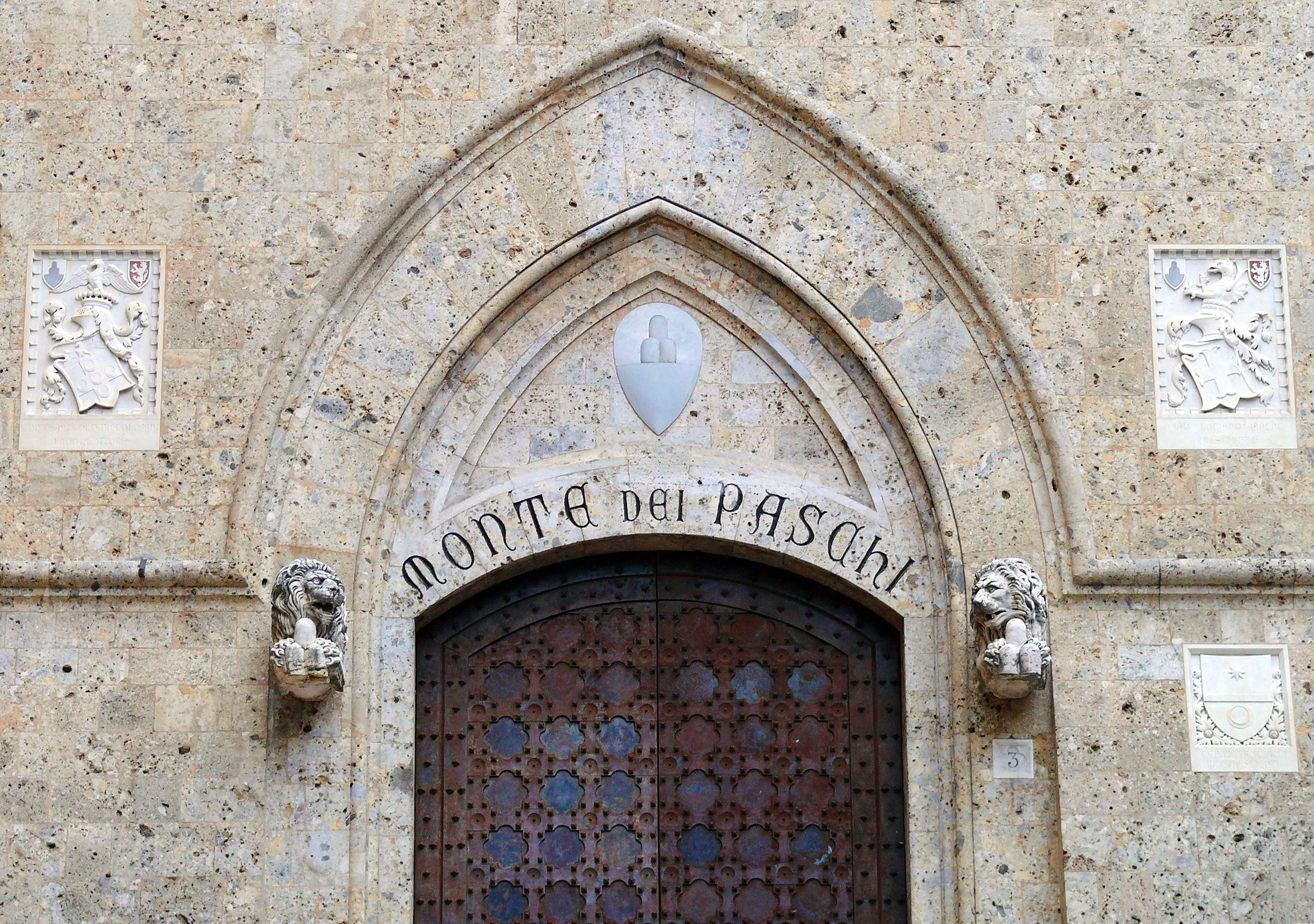
Portal der Zentrale im Palazzo Salimbeni

Die Bank wurde 1472 in Siena als ein Monte di Pietà unter dem Namen Monte Pio gegründet und erhielt 1624 den heutigen Namen. Sie diente zunächst der Vergabe von Kleinkrediten gegen Zinsen, die niedriger waren als sonst üblich. 1568 kam es zu einer ersten Reform; 1624 wurden die Statuten erneut geändert. Großherzog Ferdinand II. besicherte die Bank mit staatlichen Einnahmen aus den Domänenweiden in der Maremma, den sogenannten Paschi. Zugleich dehnte das Haus seine Aktivitäten auf Gebiete außerhalb Sienas in die Toskana aus.
Einige Jahre nach der Gründung intensivierte sich die künstlerische Ausstattung des Hauptgebäudes. So wurde 1481 Benvenuto di Giovanni († 1518) beauftragt, ein Madonnen-Gemälde für den Palazzo Salimbeni anzufertigen. Anlässlich besonderer Ereignisse kamen weitere Werke hinzu, wie der Tote Christus von Lorenzo Rustici, die Abnahme Christi vom Kreuze von Arcangelo Salimbeni oder Jakobs Söhne von Francesco Vanni. 1644 sollte Raffaello Vanni eine Madonna mit Kind für den Eingang zur Kanzlei malen. Mit einer Leinwand von Valerio Adami mit einer Allegorie auf die Entstehung des Monte dei Paschi, wurde diese Tradition im Rahmen des neu gestalteten Centro Direzionale wiederaufgenommen. Damit wollte das Haus seinen Einsatz für das künstlerische und kulturelle Erbe Sienas untermauern. Daher wurden gezielt Werke der Sieneser Schule aus dem 14. und 15. Jahrhundert gekauft; der Salimbeni-Palast gilt als eines der herausragenden Museen der Stadt.
Mit der Gründung des Königreichs Italien galt die Banca MPS als eines der Fundamente zur Finanzierung der Staatsausgaben und gab erstmals Bodenkredite aus (credito fondiario). Zwischen 1907 und 1930 entstanden Zweigstellen in Empoli, Florenz, Perugia, Neapel und Rom. Zugleich unterstützte der Monte die Gründung der Banca Toscana.
1936 wurde die Banca MPS durch ein Gesetz (‚legge bancaria‘) ein ‚Istituto di credito di diritto pubblico‘.
1990 ermöglichte ein Gesetz (‚legge Amato‘) diesen Instituten unter anderem eine Änderung ihrer Rechtsform.
Nach dem Zweiten Weltkrieg gelang die Expansion in die bedeutenden Finanzzentren New York, Singapur, Frankfurt und London. 1990 bis 1994 gelang es der Bank als erster in Italien, sich im Banken-Versicherungsgeschäft anzusiedeln. Dazu entstand MontePaschi Vita. Zudem erwarb sie das Istituto Nazionale per il Credito Agrario (INCA) und 1992 Mediocredito Toscano. Diese beiden Bereiche für mittelgroße und langfristige Kredite wurden als MPS Banca per l’Impresa zusammengefasst. Diese erwirbt Anteile an ausländischen Banken in Belgien, in der Schweiz und in Frankreich.
Am 8. August 1995 dekretierte der Finanzminister (Ministro del Tesoro) die Gründung zweier Einrichtungen, nämlich der Fondazione Monte dei Paschi di Siena und der Banca Monte dei Paschi di Siena S.p.A. Die Banca war dabei für Versicherungs- und Bankgeschäfte zuständig, die Stiftung hingegen für wohltätige, aber auch für wissenschaftliche und Unterrichtsvorhaben sowie für Gesundheits- und Kunstprojekte. Kernbereich ist dabei die Stadt Siena mit der gleichnamigen Provinz.
1999 ging die Bank an die Mailänder Börse. In den Jahren 2000 bis 2005 erwarb sie mehrere Kreditinstitute mit starker lokaler Bindung, wie die Banca Agricola Mantovana mit dem Schwerpunkt Mantua. 2007 kaufte sie 55 % der auf kleine und mittlere Unternehmen spezialisierten Biverbanca - Cassa di risparmio di Biella e Vercelli, die etwa 700 Beschäftigte und 105 Filialen im Piemont, in der Lombardei, in Latium und im Aostatal aufwies. 2008 erwarb sie die Banca Antonveneta, wobei Schmiergelder gezahlt wurden. Das Kernhaus konzentrierte sich zunehmend auf Unternehmenskredite und auf Fragen der Corporate Finance.
Im Rahmen der globalen Finanzkrise kam auch der „Monte dei Paschi“ in finanzielle Schwierigkeiten, ausgelöst durch riskante und fragwürdige Geschäfte, wie etwa die Übernahme der Bank Antonveneta für 17 Milliarden Euro. Der Monte wurde, um einen Bankrott abzuwenden, mit vier Milliarden Euro Staatshilfen gestützt. Diesbezüglich kam es auch zu Kritik an EZB-Chef Mario Draghi, der im betreffenden Zeitraum Chef der italienischen Notenbank und dadurch der höchste Bankenkontrolleur des Landes gewesen war.
Die Bank nahm ein staatliches Rettungsdarlehen von 4,1 Milliarden Euro in Anspruch, das allerdings damit verbunden war, sich in eine staatliche Beteiligung umzuwandeln, falls es der Bank nicht bis 2014 gelungen sein sollte, eine Kapitalerhöhung um 3 Milliarden Euro zu bewerkstelligen. Die Aktionäre stimmten auf Empfehlung des Managements dieser Kapitalerhöhung im Januar 2014 am letzten Wochenende 2013 zu, jedoch akzeptierte die Stiftung diese Lösung erst für die Zeit nach dem 12. Mai 2014, weil sie die Zwischenzeit zum Verkauf oder zur Reduzierung ihres Anteils nutzen wollte.
Die Zahl der Beschäftigten war rückläufig. Im Jahr 2011 hatte man noch 31.170 und im Folgejahr 30.265 Mitarbeiter gezählt, 2013 waren es noch 28.417, 2014 fiel ihre Zahl auf 25.961 und 2015 auf 25.731. Mitte 2016 wies das Haus faule Kredite in Höhe von 47 Milliarden Euro auf.
Am 16. Dezember 2016 wies das Haus nur noch 10,6 Milliarden Euro liquide Mittel aus. Eine geplante Kapitalerhöhung, um Verluste bei der Auslagerung fauler Kredite auszugleichen, scheiterte am 22. Dezember 2016. Von den avisierten 5 Milliarden Euro konnten nur 2 Milliarden bereitgestellt werden. Am 26. Dezember 2016 teilte das Haus mit, die Europäische Zentralbank (EZB) habe einen Kapitalbedarf von 8,8 Milliarden Euro ermittelt. Daraufhin stützte die Regierung, die sich bereits am 20. Dezember durch das Parlament eine Kreditaufnahme von bis zu 20 Milliarden Euro hatte genehmigen lassen, um angeschlagene Banken im Notfall retten zu können, die Monte dei Paschi zum dritten Mal.
Mit dem Fondo Atlante rettete der italienische Staat das Kreditinstitut mit Genehmigung der EU-Kommission und der Europäischen Zentralbank, da viele Privatanleger in Aktien oder Anleihen investiert hatten. Im Zuge der staatlichen Unterstützung wurden Anfang August 2017 neue Aktien ausgegeben. Die Aufsicht der Borsa Italiana ließ die Aktie zum 25. Oktober 2017 wieder zum Handel zu. Die Bank wurde von der EZB wieder als solvent erklärt. Um bis 2021 wieder rentabel zu werden, sollten 600 der 2000 Filialen geschlossen sowie jede fünfte Stelle gestrichen werden. Ein geplanter Verkauf der Bank an die Konkurrentin Unicredit scheiterte im Oktober 2021.
Die Banca Monte dei Paschi di Siena wurde wieder solventer und wird an der Borsa Italiana im Index FTSE Italia Mid Cap gelistet. Die staatliche Beteiligung über das Ministerium für Wirtschaft und Finanzen lag im März 2024 bei rund 26,7 Prozent. Im November 2024 verkaufte der Staat weitere 15 Prozent.

## Anteilseigner
(Stand: November 2024)
- 11,731 % – Italienischer Staat über das Ministerium für Wirtschaft und Finanzen
- 88,269 % – Streubesitz

## Publikationen
- Enzo Carli: Sienesische Malerei vom 13. bis 16. Jahrhundert, Privatdruck des Monte dei Paschi di Siena, Electa, Mailand 1953.